# آرثر لي (كرة سلة)
آرثر لي (بالإنجليزية: Arthur Lee)‏ مواليد 27 مايو 1977 في لوس أنجلوس، هو لاعب كرة سلة أمريكي. بدأ مسيرته الاحترافية في سنة 1999. يبلغ طوله 6 قدم 1.25 بوصة (1.9 م).

## المسيرة الاحترافية
لعب مع نادي سيبونا لكرة السلة في موسم 2000–2001، ثم لعب مع دينامو باسكت ساساري في الدوري الإيطالي في موسم 2003–2004، ثم لعب مع إلان شالون في الدوري الفرنسي في موسم 2005–2006.

## روابط خارجية
- آرثر لي على موقع الدوري الأوروبي لكرة السلة (الإنجليزية)
- آرثر لي على موقع كرة السلة الأوروبية.كوم (الإنجليزية)
- آرثر لي على موقع كلية كرة السلة في سبورتس رفرنس.كوم (الإنجليزية)
- آرثر لي على موقع ريلجم (الإنجليزية)
- آرثر لي على موقع بروبوليرز (الإنجليزية)
- آرثر لي على موقع سبورتس رفرنس (الإنجليزية)